# 北町バイパス
北町バイパス（きたまちバイパス）は、国道4号（国道115号重複）のうち福島県福島市の一部区間。

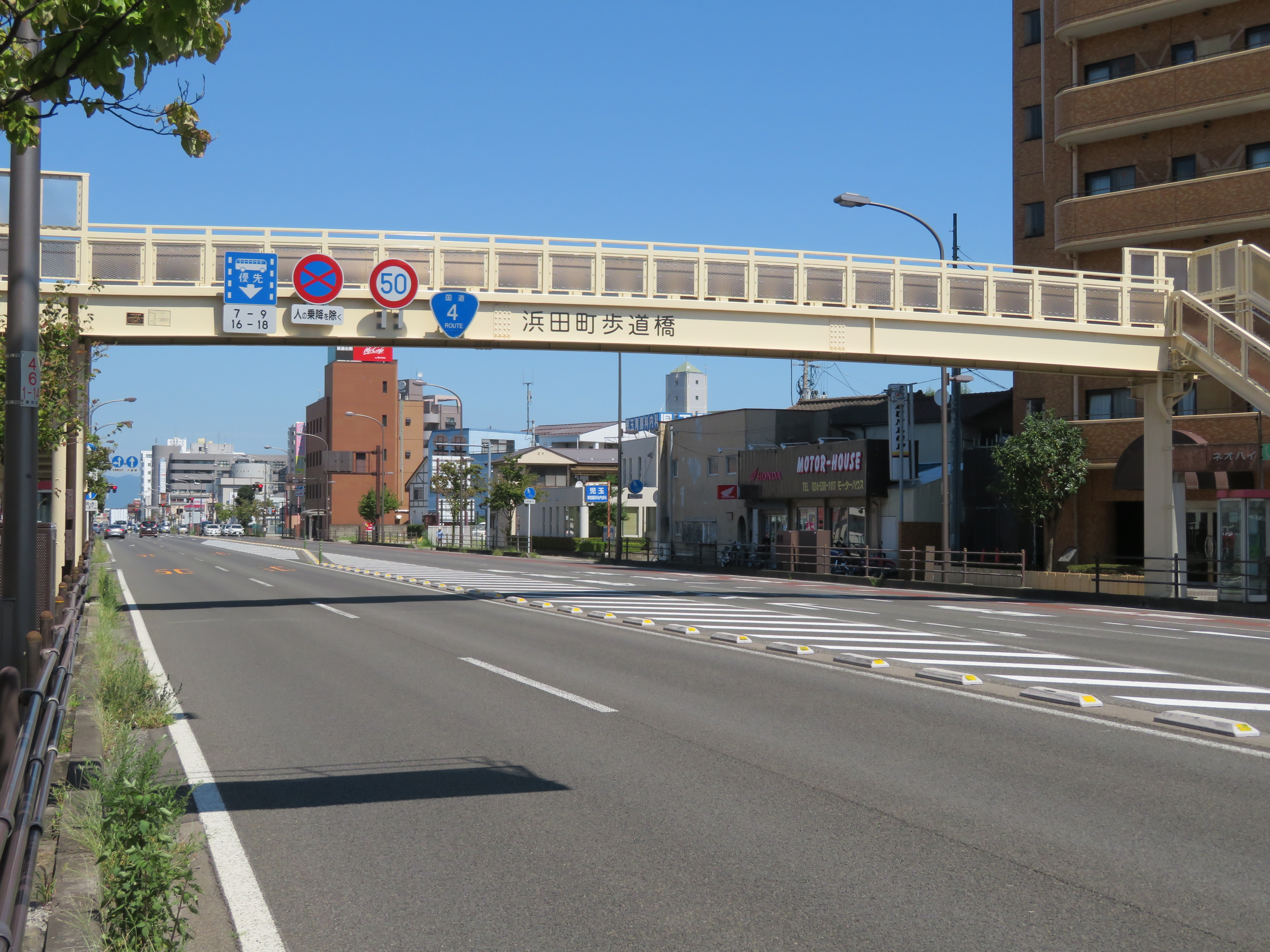
福島県福島市浜田町付近

## 概要
市内北町交差点（福島日産自動車本社前）から岩谷下交差点までの区間が厳密な区間である。

### 路線データ
- 起点：福島県福島市北町（北町交差点）
- 終点：福島県福島市入江町（岩谷下交差点）
- 全長：2.2km
- 車線：5車線

## 特徴
福島市中心部から仙台に向かう道路である。近くにJRA福島競馬場があるので、競馬開催期間中は特に混雑する。また、4月は花見山公園へ向かう車で混雑する。特に4月の競馬開催日と花見山公園の見頃が重なると大渋滞となる。
モータリゼーションを迎え旧国道の幅員が狭かったことから1960年（昭和35年）から工事が着工され、1966年（昭和41年）1月に完成した。旧国道は北町交差点を東西に横断する市道から、左折し現国道の東隣りを南北に縦断する区間で福島競馬場の前を経由し岩谷下交差点で現国道に合流する。
開通当初は名のとおりバイパスとしての役割を果たしたが、現在は並行する在来国道は存在せず、国道4号の現道となっている。
全線片側2車線あり、北町から入江町では上り3車線が確保されている。岩谷下交差点の構造を見ると北町バイパスから先は若干カーブしており、南東側に斜めに接続する旧道と直線的に結ばれていることから当時の様子が窺い知れる。なお岩谷下交差点から旧道へは、車止めがあるため自動車では進入できない。

## 接続する道路など
- 上側が起点側、下側が終点側。左側が上り側、右側が下り側。
- 交差する道路の特記がないものは市道。

| 交差する道路など                           | 交差する道路など                             | 交差する場所 | 交差する場所   |
| ------------------------------------------ | -------------------------------------------- | ------------ | -------------- |
| 国道4号（福島南バイパス） 郡山・宇都宮方面 |                                              |              |                |
| 市道                                       | 国道13号（平和通り）                         | 福島市       | 舟場町         |
| 奥州街道（旧国道4号）                      | 奥州街道（旧国道4号）                        | 福島市       | 北町           |
| 市道                                       | 北裡通り（稲荷神社方面）                     | 福島市       | 豊田町         |
| 国道114号（渡利バイパス）                  | 都市計画道路腰浜町町庭坂線（西町跨線橋方面） | 福島市       | 仲間町         |
| 市道                                       | 市道（新浜公園方面）                         | 福島市       | 浜田町         |
| 市道                                       | 市道（市役所方面）                           | 福島市       | 福島市役所入口 |
| 市道曾根田三本木線（三本木橋方面）         | 市道曾根田三本木線（福島地裁方面）           | 福島市       | 裁判所入口     |
| 市道                                       | 市道（社会保険事務所方面）                   | 福島市       | 北五老内町     |
| 市道                                       | 市道（福島体育館方面）                       | 福島市       | 旭町           |
| 市道（競馬場方面）                         | 市道                                         | 福島市       | 腰浜交番前     |
| 市道                                       | 市道（音楽堂方面）                           | 福島市       | 入江町         |
| 国道115号（中村街道）                      | 市道太平寺山口線（信夫山方面）               | 福島市       | 岩谷下         |
| 国道4号 仙台・青森方面                     |                                              |              |                |

## 主要地点
北町交差点
起点。元々はここを東西に横切る奥州街道が国道4号本線であった。歩車分離式信号機（右折車両分離方式）及び路線バス専用信号機が運用されている。
仲間町交差点
国道114号渡利バイパスの起点。福島県内における交差点名明記化の方針により国土交通省福島河川国道事務所管内の他の主要交差点ともども2008年（平成20年）に標識として明確に表示された。西側の市道は周辺と比べ広い幅員があるが、これは都市計画道路腰浜町町庭坂線として万世町通りと接続される計画であるためである。2012年（平成24年）1月27日に暫定供用を開始し、一部区間を既存の市道を利用して万世町通りを通り、国道13号（信夫通り）まで通行可能となった。
岩谷下交差点
終点。国道115号中村街道が分岐する。福島市音楽堂や信夫山に向かう市道が拡幅され供用開始されたため前にも増して大規模な交差点となった。歩行者と自動車の事故が目立ったために他の信号に比べランプ部分の大型化、後に歩車分離化が行われた。